# کارل-هاینس هلبینگ
کارل-هاینس هلبینگ (آلمانی: Karl-Heinz Helbing؛ زادهٔ ۷ مارس ۱۹۵۷) کشتی‌گیر اهل آلمان است.